# Alsophila portoricensis
Alsophila portoricensis là một loài thực vật có mạch trong họ Cyatheaceae. Loài này được (Spreng. ex Kuhn) D.S. Conant mô tả khoa học đầu tiên năm 1983.